# 半田真理子
半田 真理子（はんだ まりこ、1947年3月14日 - 2014年2月17日）は、日本の官僚造園家。環境プランナー・公園緑地プランナー・緑化研究者。
専門は、環境計画・公園緑地計画・造園学。博士（農学）（1997年）。旧建設省土木研究所環境部長等を歴任。東京都文京区出身。

## 略歴
東京大学教養学部教養学科ドイツ文化専攻及び農学部卒業後、東京都建設局を経て旧建設省都市局公園緑地課、関東地方建設局企画部都市調査課に勤務。1979年には発足したばかりの昭和記念公園調査事務所（後昭和記念公園工事事務所）調査設計課長に就任。1981年から1982年、オーストリア政府奨学金留学生としてウィーン工科大学に留学。帰国後、経済企画庁国民生活局国民生活政策課長補佐、財団法人国際花と緑の博覧会協会業務部政府出展課長、建設省都市局公園緑地課長補佐を経て、1989年からは旧建設省土木研究所に移り道路部緑化研究室長、環境部緑化生態研究室長、環境部長を歴任。その後、財団法人都市緑化技術開発機構都市緑化技術研究所長等を務める。2011年から研究顧問。
1985年刊行の『都市に森をつくる―私の公園学』（朝日新聞社、ISBN 4-02-255403-7）で、国際交通安全学会賞著作部門受賞。その他の著書に、『もり 人 まちづくり―丹波の森のこころみ』（共著、学芸出版社、1993年）、『知っておきたい 屋上緑化のQ＆A』（共著、鹿島出版会、2003年）、『駐車場からのまちづくり―都市再生のために』（共著、学芸出版社 編者：公益財団法人 国際交通安全学会 ISBN 978-4-7615-3196-6 2012年）など多数。1997年には「都市の熱環境に及ぼす緑被の効果に関する研究」にて博士号の学位を取得。論文も多数執筆。
財団法人公園緑地管理財団（公園管理運営研究所）研究顧問、財団法人都市緑化技術開発機構理事兼都市緑化技術研究所長、国土交通省公園・緑化技術五箇年計画公園緑化技術会議委員、産業構造審議会地域経済産業分科会工場立地法検討小委員会委員、都立公園等指定管理者選定委員会委員（東京都）東京大学まちづくり大学院非常勤講師、東京農業大学地域環境科学部客員教授、など要職を多数歴任。1990年には全国女性造園技術者の会を設立し、初代会長に就任。技術士建設部門及び技術士総合技術監理部門。携わった主な業務に国営昭和記念公園の計画設計、兵庫丹波の森構想のコンセプト提案、都立砧公園野球場ダッグアウト設計など多数。
2014年2月17日、呼吸不全のため死去。